# Tenuipalpus jasmini
Tenuipalpus jasmini är en spindeldjursart som beskrevs av Muhammad Sharif Khan 1970. Tenuipalpus jasmini ingår i släktet Tenuipalpus och familjen Tenuipalpidae. Inga underarter finns listade i Catalogue of Life.